# Ішимово (Мішкинський район)
Іши́мово (рос. Ишимово, башк. Ишем) — присілок у складі Мішкинського району Башкортостану, Росія. Входить до складу Баймурзинської сільської ради.
Населення — 193 особи (2010; 215 у 2002).
Національний склад:
- марійці — 100 %